# 千葉県立流山おおたかの森高等学校
千葉県立流山おおたかの森高等学校（ちばけんりつ ながれやまおおたかのもりこうとうがっこう）は、千葉県流山市大畔にある県立高等学校。

## 概要
- 千葉県の学校再編に伴い、千葉県立流山中央高等学校と千葉県立流山東高等学校を合併させる形で開校した。なお、校舎は流山中央高等学校の校舎を使用する。
- 千葉県の公立高等学校の中では最も長い校名を持つ。
- 2012年に、ユネスコスクールへの加盟申請が承認された。

## 学科およびクラス数
- 普通科 -8クラス
- 国際コミュニケーション科 - 1クラス

## 沿革
流山中央高校と流山東高校の沿革についてはそれぞれ千葉県立流山中央高等学校、千葉県立流山東高等学校を参照。
- 2004年（平成16年）5月   - 第2期再編プログラムにより流山中央高校と流山東高校の統合が策定。
- 2007年（平成19年）10月 - 新校名が県報に掲載され正式決定。
- 2008年（平成20年）4月   - 千葉県立流山中央高等学校、千葉県立流山東高等学校が統合し、千葉県立流山おおたかの森高等学校が開校。校舎は旧流山中央高校の校舎をそのまま使用。

## 部活動
千葉県の公立学校には珍しくアーチェリー部が設置されており、アナウンス映像部と共に全国大会に出場する程の実力を持つ。
- アーチェリー部
- 野球部
- サッカー部
- ラグビー部
- テニス部
- 陸上競技部
- ハンドボール部
- バスケットボール部
- バレーボール部
- バドミントン部
- 卓球部
- 剣道部
- チアリーディング部
- ワンダーフォーゲル部
- 演劇部
- 茶道部
- 書道部
- 華道部
- 文芸部
- 化学部
- 吹奏楽部
- 合唱部
- アニメーション部
- アナウンス映像部
- コンピュータ部
- 写真部
- 美術部
- JRC部
- ESC部
- 軽音楽同好会
- 囲碁将棋同好会
- かるた同好会

## 特色
- 一時ではあるもののこの校舎（当時千葉県立流山中央高等学校）の校庭に怪我をしたオオタカがいた事で、周辺地域で話題になった。しかし保護の甲斐なく死亡してしまい、その後剥製となって学校に帰ってきた。

## 交通
- 初石駅（東武野田線）からは徒歩約15分。
- 流山おおたかの森駅からは徒歩約25分。なお、バスを使う方法だと、流山ぐりーんバス西初石ルート（運行は東武バス）に乗車し、「コミュニティプラザ前」停留所下車、徒歩約1分。または東武バス南流02・西柏07・12系統に乗車し、「大畔」停留所下車、徒歩約10分。[1][2]
- 南流山駅、(流鉄)平和台駅から東武バス南流02系統に乗車し、「三輪茂侶神社前」停留所下車、徒歩約10分。